# Palaquium impressionervium
Palaquium impressionervium är en tvåhjärtbladig växtart som beskrevs av Francis S.P. Ng. Palaquium impressionervium ingår i släktet Palaquium och familjen Sapotaceae. IUCN kategoriserar arten globalt som sårbar. Inga underarter finns listade i Catalogue of Life.